# Berber-Arabisch alfabet
Het Berber-Arabische alfabet (Berbers: اغمي امازيغ اعرب) is een op Arabisch gebaseerd alfabet dat sinds de middeleeuwen wordt gebruikt om verschillende Berberse talen te schrijven.
Tijdens de kolonisatie van Noord-Afrika zijn gebruikers grotendeels en geleidelijk aan overgeschakeld naar het Berber Latijnse alfabet en na de onafhankelijkheid van de Noord-Afrikaanse landen naar het Tifinagh-alfabet.
Sinds 2011 is het Berbers een officiële taal in Marokko. De Koninklijk Instituut voor de Berberse Cultuur (IRCAM) koos na een stemming voor het Neo-Tifinagh als officiële schrift. Slechts 5 van de 32 leden kozen voor het Arabisch schrift.
De Marokkaanse politieke partijen Parti de l'Istiqlal en Partij voor Rechtvaardigheid en Ontwikkeling (PJD) zijn voorstanders van het erkennen van het Berbers als nationale taal mits het in het Arabisch geschrift geschreven wordt.

## Berber-Arabisch alfabet
Door de geschiedenis heen is het Berber-Arabisch alfabet nooit gecodificeerd en hebben schriftgeleerden de Arabische spelling of, voor sommige zeer oude documenten, het Perzisch-Arabische alfabet gebruikt. Er zijn in de loop van de tijd bescheiden pogingen gedaan om het Berbers in het Arabisch te schrijven, maar tevergeefs, voornamelijk vanwege analfabetisme en een gebrek aan belangstelling voor schrijven door de Berberstammen, met name de Zenata, maar vanwege het onvermogen van een grote een deel van de bevolking om Arabisch te begrijpen en te lezen, hoewel een groot deel van hen naar koranscholen ging en de Arabische letters leerde, zijn de religieuzen en intellectuelen begonnen met het schrijven van boeken in het Berbers (terwijl de overgrote meerderheid van de boeken in het Arabisch is) , met zeldzame voorbeelden van extra letters en echte codificatie. Pas aan het einde van de 19e eeuw werd een Berber-Arabisch alfabet gecodificeerd.
| Letter | Uitspraak             | Opmerking |
| ------ | --------------------- | --- |
| ا      | [æː], [æ], [u] en [ə] | |
| ب      | [b] en [v]            | Het is de letter B, maar in de meeste gevallen is het de [v] |
| ت      | [t] of [ts]           | Twee ت worden uitgesproken [ts], soms is de ت alleen en kan worden uitgesproken als [ts]. Indien gevolgd door een ض, trekt het samen met ط |
| ث      | [tʰ], [θ], [ts], [t]  | De θ-klank ontbreekt in verschillende dialecten: Mozabitisch en Toeareg. Wanneer de ث tha wordt voorafgegaan door een ن zelfstandig naamwoord, wordt het uitgesproken als ت ta. De stammen van O. Soummam geven het hetzelfde geluid na een ش kin, een س sin of een ت ta. Voorafgegaan door een ذ dhal, assimileert het deze letter en wordt het versterkt in ق q en in tsa in het westen van Kabylië. Evenzo assimileert het de ض dhad die eraan voorafgaat en wordt versterkt in ت ta. — Twee ث tha die elkaar opvolgen zonder een tussenliggende klinkercontract in ت tta. Een dubbele tha gevolgd door een zonde wordt vaak tsa. |
| ج      | [d͡ʒ]                  | |
| چ      | [tʃ]                  | |
| ح      | [ħ]                   | |
| خ      | [x]                   | |
| د      | [d]                   | |
| ذ      | [ð]                   | Het assimileert met ن wanneer het erop volgt |
| ر      | [r]                   | |
| ز      | [z]                   | |
| ژ      | [ʒ]                   | |
| س      | [s]                   | |
| ش      | [ʃ]                   | |
| ص      | [s̙ˤ]                  | |
| ض      | [d̪ˤ]                  | |
| ط      | [t̙ˤ]                  | |
| ظ of ڞ | [ð̙ˤ] of [zˤ]          | Zelden gebruikt door de Kabylen die het verwarren met de ض, vervangen de Chleuh het door een ڞ. Het wordt ook gebruikt om de geluiden [zˤ] en [z] te onderscheiden als ze dezelfde spelling hebben, anders is het geschreven in ز. |
| ع      | [ʕ]                   | w |
| غ      | [ʁ] of [ɣ]            | |
| ف      | [f]                   | |
| ق      | [q]                   | |
| ک      | [k] en [ç]            | In Kabylië wordt de kef (meestal) uitgesproken zoals de Griekse χ. |
| ݣ of گ | [g]                   | Is altijd moeilijk. |
| ل      | [l]                   | het schakelt in het Kabylisch zeer zelden over naar د. |
| م      | [m]                   | |
| ن      | [n]                   | |
| ه      | [h] of [ə]            | |
| و      | [w], [v], [u], [o]    | In verschillende Kabylische dialecten worden twee و (وو) uitgesproken als [p], en [bʷ] en [g] bij de Ouled Abdeldjebar (Ait Waghlis, Ait Ymel, Ouled Tazmalt, Barbacha,...). |
| ی      | [i], [i:], [ə]        | Twee يـ wordt uitgesproken als [g]. |
| ء      | [ə] en [əː]           | Deze letter is niet gekend door Basset. |

## Galerij

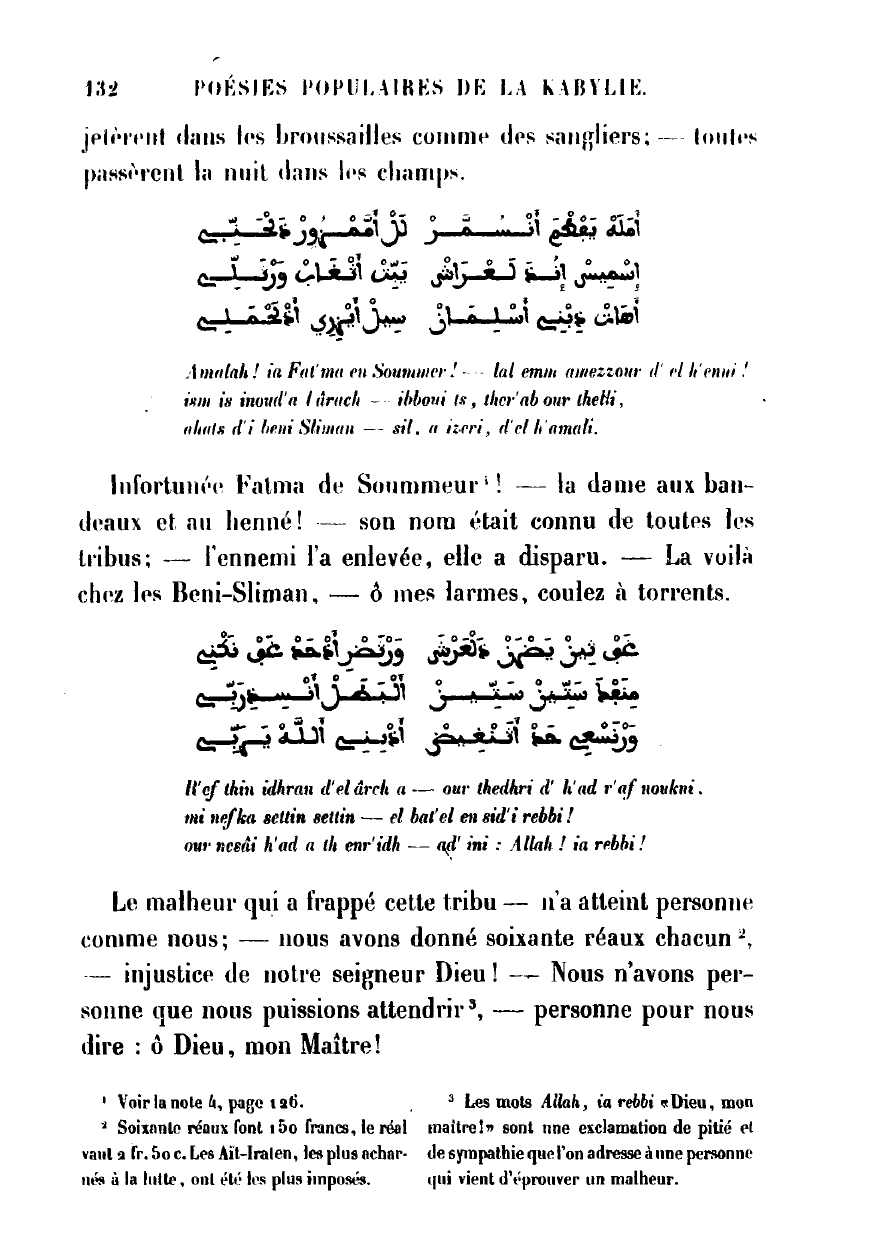
Kabylische taalpoëzie in Arabisch schrift met vertaling in het Frans
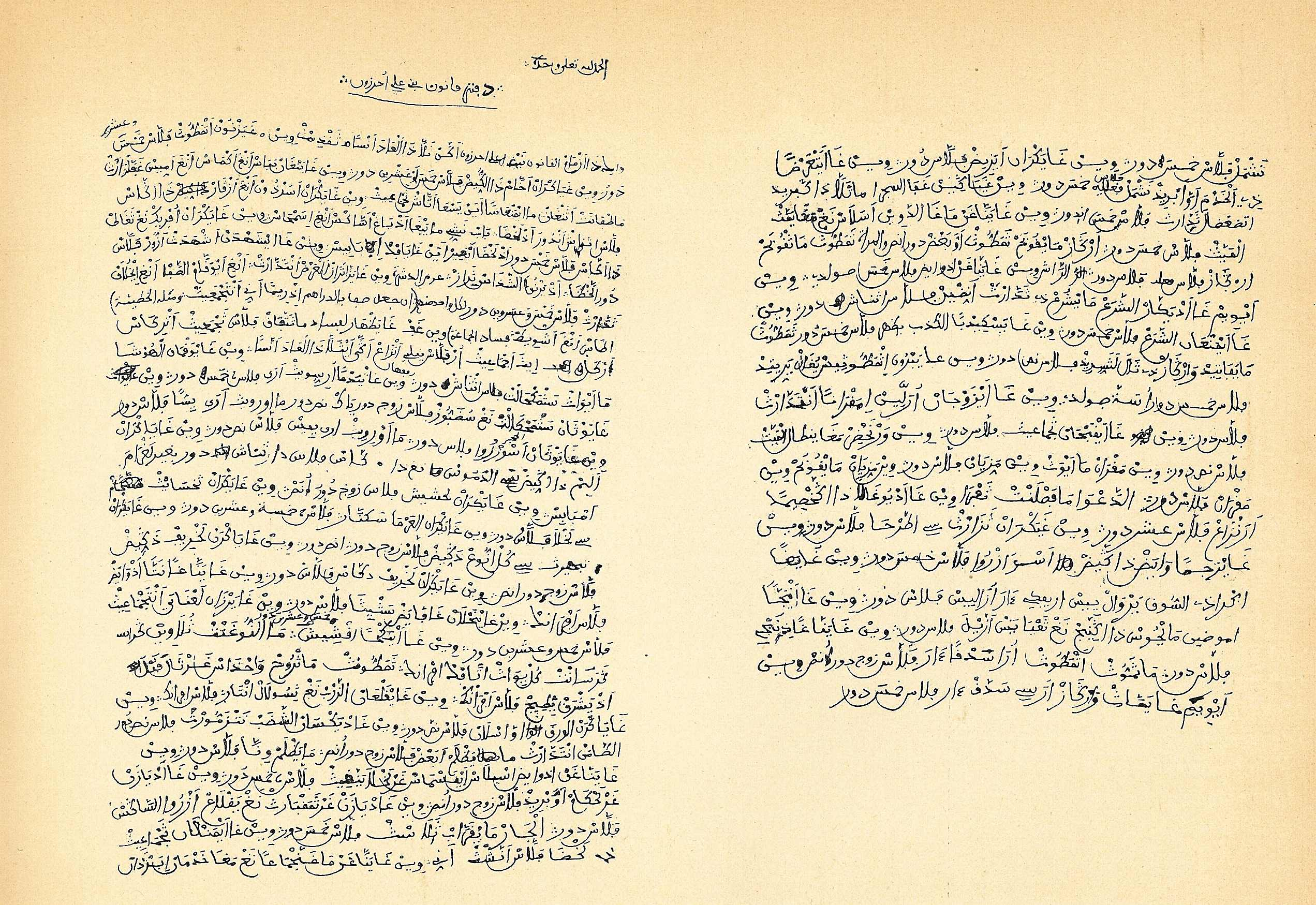
Kabylische manuscript
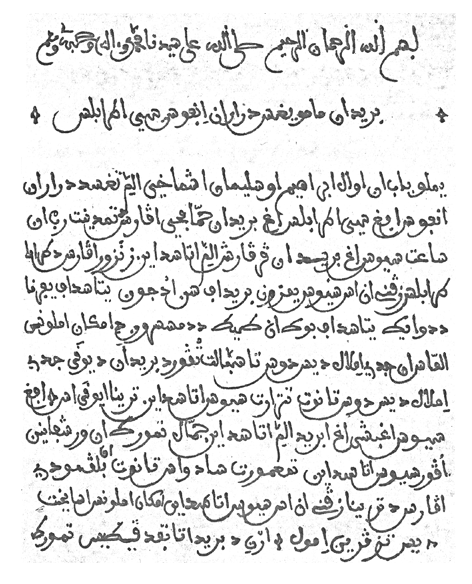
Document in Berberse taal van Jebel Nefousa - Libië
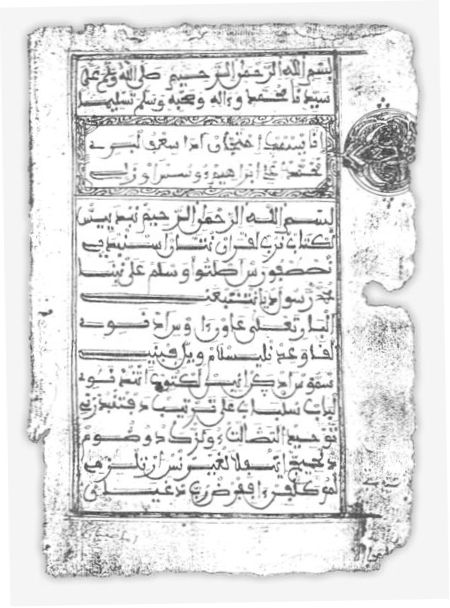
Eerste pagina van manuscript van Mohammed Awzal in Alī Awzal
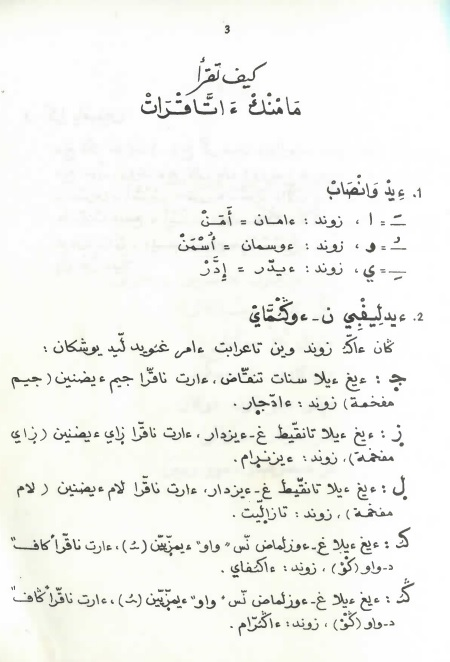
Regels voor het schrijven van de chleuh in het Arabische alfabet uit het boek Timitar van Ali Azaykou.